# Saint-François-de-Sales (Saboia)
Saint-François-de-Sales é uma comuna francesa na região administrativa de Auvérnia-Ródano-Alpes, no departamento de Saboia. Estende-se por uma área de 14,44 km². Em 2010 a comuna tinha 153 habitantes (densidade: 10,6 hab./km²).